# Magnus II van Brunswijk
Magnus II van Brunswijk bijgenaamd met de Halsketting (circa 1324 - Leveste, 25 juli 1373) was van 1369 tot aan zijn dood hertog van Brunswijk-Wolfenbüttel en van 1369 tot 1370 hertog van Brunswijk-Lüneburg. Hij behoorde tot het huis Welfen.

## Levensloop
Magnus II was een zoon van hertog Magnus I van Brunswijk-Wolfenbüttel en diens echtgenote Sophia, dochter van markgraaf Hendrik I van Brandenburg.
Nadat zijn oudere broer Lodewijk in 1367 was overleden, werd Magnus II troonopvolger van het hertogdom Brunswijk-Wolfenbüttel. Tevens werd hij de troonopvolger van het hertogdom Brunswijk-Lüneburg, omdat hertog Willem I geen mannelijke nakomelingen had. Toen zowel zijn vader als Willem in 1369 stierven, erfde Magnus beide hertogdommen.
In 1370 verloor Magnus echter het hertogdom Brunswijk-Lüneburg aan de hertog Wenceslaus van Saksen-Wittenberg, die het hertogdom toegewezen kreeg van keizer Karel IV. Als gevolg hierdoor brak een successieoorlog uit in het hertogdom Brunswijk-Lüneburg. Verschillende steden, waaronder Lüneburg, Hannover en Uelzen, kozen de kant van Wenceslaus, maar Magnus II slaagde erin om de stad Brunswijk in handen te houden.
In juli 1373 sneuvelde Magnus II bij de Slag bij Leveste nabij de bergrug Deister.

## Huwelijk en nakomelingen
Op 6 oktober 1356 huwde Magnus met Catharina (1330-1390), dochter van vorst Bernhard III van Anhalt-Bernburg. Ze kregen volgende kinderen:
- Catharina Elisabeth, huwde in 1391 met hertog Gerard VI van Holstein
- Frederik I (1357-1400), hertog van Brunswijk-Wolfenbüttel en Brunswijk-Lüneburg
- Bernhard I (1358/1364-1434), hertog van Brunswijk-Wolfenbüttel
- Otto (1364-1406), aartsbisschop van Bremen
- Hendrik (1365-1416), hertog van Brunswijk-Lüneburg
- Agnes (overleden in 1410), huwde met hertog Albrecht I van Brunswijk-Grubenhagen en Albrecht III van Mecklenburg
- Helena, huwde met graaf Erik I van Hoya
- Elisabeth (overleden in 1420), huwde met graaf Maurits IV van Oldenburg
- Agnes (1356-1430/1434), huwde in 1366 met graaf Burchard IV van Mansfeld, vervolgens in 1389 met hertog Bogislaw VI van Pommeren  en daarna in 1396 met koning Albrecht van Zweden
- Sophia (1358-1416), huwde in 1373 met hertog Erik IV van Saksen-Lauenburg
- Maud (geboren in 1370), huwde met graaf Otto III van Hoya

## Voorouders
| Voorouders van Magnus II van Brunswijk | Voorouders van Magnus II van Brunswijk                                     | Voorouders van Magnus II van Brunswijk                                     | Voorouders van Magnus II van Brunswijk                                  | Voorouders van Magnus II van Brunswijk                                  | Voorouders van Magnus II van Brunswijk                                  | Voorouders van Magnus II van Brunswijk                                  | Voorouders van Magnus II van Brunswijk                                       | Voorouders van Magnus II van Brunswijk                                       |
| -------------------------------------- | -------------------------------------------------------------------------- | -------------------------------------------------------------------------- | ----------------------------------------------------------------------- | ----------------------------------------------------------------------- | ----------------------------------------------------------------------- | ----------------------------------------------------------------------- | ---------------------------------------------------------------------------- | ---------------------------------------------------------------------------- |
| Overgrootouders                        | Albrecht I van Brunswijk (1236-1279) ∞ Alessia van Monferrato. (1242-1285) | Albrecht I van Brunswijk (1236-1279) ∞ Alessia van Monferrato. (1242-1285) | Hendrik I van Werle (1245–1291) ∞ Rikitsa Birgersdatter (-1288)         | Hendrik I van Werle (1245–1291) ∞ Rikitsa Birgersdatter (-1288)         | Johan I van Brandenburg (1213-1266) ∞ Brigitte van Saksen (-1266)       | Johan I van Brandenburg (1213-1266) ∞ Brigitte van Saksen (-1266)       | Lodewijk II van Beieren (1229–1294) ∞ 1273 Mathilde van Habsburg (1253-1304) | Lodewijk II van Beieren (1229–1294) ∞ 1273 Mathilde van Habsburg (1253-1304) |
| Grootouders                            | Albrecht II van Brunswijk (1268-1318) ∞ Rixa van Werle (1270-1317)         | Albrecht II van Brunswijk (1268-1318) ∞ Rixa van Werle (1270-1317)         | Albrecht II van Brunswijk (1268-1318) ∞ Rixa van Werle (1270-1317)      | Albrecht II van Brunswijk (1268-1318) ∞ Rixa van Werle (1270-1317)      | Hendrik I van Brandenburg (1256–1318) ∞ Agnes van Beieren (1276-1345)   | Hendrik I van Brandenburg (1256–1318) ∞ Agnes van Beieren (1276-1345)   | Hendrik I van Brandenburg (1256–1318) ∞ Agnes van Beieren (1276-1345)        | Hendrik I van Brandenburg (1256–1318) ∞ Agnes van Beieren (1276-1345)        |
| Ouders                                 | Magnus I van Brunswijk (1304-1369) ∞ Sophia van Brandenburg (1300-1356)    | Magnus I van Brunswijk (1304-1369) ∞ Sophia van Brandenburg (1300-1356)    | Magnus I van Brunswijk (1304-1369) ∞ Sophia van Brandenburg (1300-1356) | Magnus I van Brunswijk (1304-1369) ∞ Sophia van Brandenburg (1300-1356) | Magnus I van Brunswijk (1304-1369) ∞ Sophia van Brandenburg (1300-1356) | Magnus I van Brunswijk (1304-1369) ∞ Sophia van Brandenburg (1300-1356) | Magnus I van Brunswijk (1304-1369) ∞ Sophia van Brandenburg (1300-1356)      | Magnus I van Brunswijk (1304-1369) ∞ Sophia van Brandenburg (1300-1356)      |
| Magnus II van Brunswijk (1328-1373)    |                                                                            |                                                                            |                                                                         |                                                                         |                                                                         |                                                                         |                                                                              |                                                                              |